# Havre libre
Le Havre libre est un ancien quotidien local de la presse écrite française fondé au Havre en 1945 par Ulysse Nicolas et disparu en 2016. 
Après avoir été longtemps un journal indépendant, le Havre libre devient la propriété du Groupe Hersant Média (GHM) puis appartient au groupe de presse SNIC à partir de 2012. Il fusionne avec Paris Normandie en juillet 2016.

## Histoire
Créé à la Libération par cinq résistants (deux communistes et trois socialistes), le quotidien a longtemps fait partie de la presse communiste avant de passer en 1982 sous la coupe du Groupe Hersant Média (GHM),  également propriétaire de Paris-Normandie et du Havre Presse, qui furent jadis ses concurrents. Les trois journaux publiaient les mêmes informations, jusqu'à fusionner désormais sous le titre commun de Paris Normandie - Le Havre.
Le quotidien a adopté le format tabloïd le 27 mars 2007.

## Anciens directeurs
- Roger Mayer

## Anciens journalistes
- Daniel Fleury
- André Ponsot Nicol

## Anciens rédacteurs en chef
- René Lenhof
- Roger Campion

## Diffusion
| Année            | 2005   | 2006   | 2007   | 2008   |  | 2012   | 2013   | 2014  | 2015  | 2016  |
| ---------------- | ------ | ------ | ------ | ------ |  | ------ | ------ | ----- | ----- | ----- |
| Diffusion totale | 15 770 | 15 257 | 14 444 | 13 855 |  | 11 505 | 10 539 | 9 748 | 9 337 | 9 342 |
| Diffusion payée  | 15 094 | 14 576 | 13 596 | 13 168 |  | 11 278 | 10 314 | 9 536 | 9 145 | 9 137 |